# دانشگاه کامبریا
دانشگاه کامبریا دانشگاهی در شهر کارلایل در کامبریای انگلستان است. سایر پردیس‌های این دانشگاه در شهرهای لنکستر، امبلساید و لندن است.

## تأسیس
دانشگاه کامبریا در ماه اوت ۲۰۰۷ از ادغام مؤسسه هنر کالج کامبریا و دانشگاه لانکشایر مرکزی تأسیس شد. برنامه‌های تحصیلی دانشجویان در این مراکز آموزش عالی توسط دانشگاه لانکشایر اداره می‌شد.

## دانشکده‌ها
- دانشکده پزشکی
- دانشکده علوم
- دانشکده آموزش
- دانشکده هنر
- دانشکده پرستاری
- دانشکده روانشناسی

## معاونان ریاست دانشگاه
معاونان ریاست این دانشگاه عبارتند از:
- کریس کار (از ۲۰۰۷ تا ۲۰۰۹)
- پیتر مک‌کافری (از ۲۰۰۹ تا ۲۰۱۰)
- گراهام آپتن (از ۲۰۱۰ تا ۲۰۱۱)
- پیتر استرایک (از ۲۰۱۱ تا ۲۰۱۶)

## فعالیت‌های دانشجویی
دانشجویان دانشگاه کامبریا در پردیس‌های این دانشگاه فعالیت‌های ورزشی در زمینه‌های راگبی، کریکت، فوتبال، بدمینتون و … دارند. مسابقات ورزشی بین دانشجویان این دانشگاه برگزار می‌شود.

## دانش‌آموختگان سرشناس
- چارلی هونام
- کیت تایسون
- مارگارت هریسون
- هلن اسکلتون